# Rosen-Lauch
Der Rosen-Lauch (Allium roseum) ist eine Pflanzenart aus der Gattung Lauch (Allium).

## Merkmale
Der Rosen-Lauch ist eine kahle, ausdauernde  krautige Pflanze. Dieser Geophyt bildet Zwiebeln als Überdauerungsorgan aus. Die Zwiebel ist ungefähr 1,5 Zentimeter dick, bildet eine löchrige Außenhülle und viele Nebenzwiebeln. Die zwei bis vier grundständigen, einfachen, parallelnervigen Laubblätter sind linealisch, flach, 12 bis 35 Zentimeter lang und 2 bis 14 Millimeter breit. Der Blattrand ist oft fein gezähnelt.
Der runde Blütenstandsschaft erreicht Wuchshöhen von bis zu 80 Zentimeter, ist im unteren Fünftel von den Laubblättern scheidig umhüllt. Der halbkugelige, doldige Blütenstand weist einen Durchmesser von 7 cm auf, besteht aus fünf bis 30 Blüten, bildet manchmal Bulbillen und besitzt am Grund eine drei- bis vierlappige Hochblatthülle. Die Blütenstiele haben eine Länge von 7 bis 45 Millimeter. Die aufrechten, zwittrigen, radiärsymmetrischen Blüten sind dreizählig und glocken- bis becherförmig. Die sechs gleichgestaltigen Blütenhüllblätter sind in der Regel rosa, selten auch weiß, und 7 bis 12 Millimeter lang. Die sechs Staubblätter sind kürzer als die Blütenhüllblätter; die Staubbeutel sind gelb.
Die Blütezeit reicht von März bis Juni.
Es werden Kapselfrüchte gebildet.
Die Chromosomenzahl beträgt 2n = 16 oder 32, aber auch 24, 40 oder 48. Für Allium roseum var. tourneuxii ist sie 2n = 16.

## Vorkommen
Der Rosen-Lauch kommt im Mittelmeergebiet und auf den Kanarischen Inseln auf Kultur- und Ödland sowie in Garigues vor.

## Systematik
Man kann folgende Unterarten und Varietäten unterscheiden:
- Allium roseum subsp. gulekense Koyuncu & Eker: Sie kommt in der Türkei vor.[2]
- Allium roseum subsp. roseum: Sie kommt ursprünglich im Mittelmeergebiet vor, ist aber auf den Kanaren, auf Madeira, in Großbritannien, Tschechien und in Neuseeland eine Neophyt.[2]
- Allium roseum var. tourneuxii Boiss. (Syn.: Allium roseum subsp. tourneuxii (Boiss.) Bartolo, Brullo, Pavone & Terrasi): Sie kommt in Algerien, Tunesien, Libyen, Ägypten und in Palästina vor.[2]

## Nutzung
Blüten, Blätter und Zwiebeln können roh oder gegart gegessen werden.

## Bilder

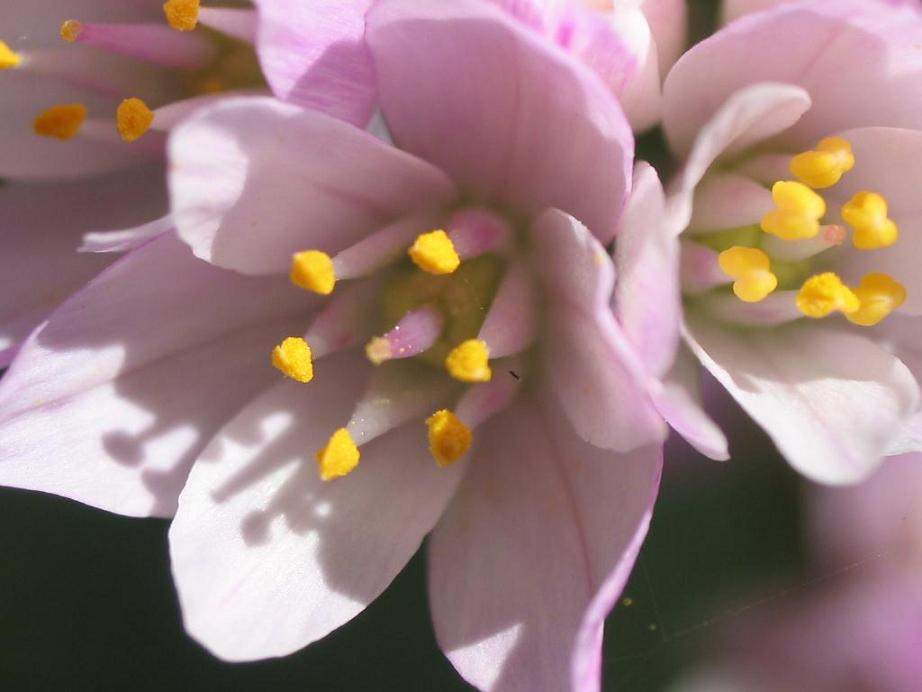
Radiärsymmetrische Blüte; die Staubblätter ragen nicht aus der Blütenhülle heraus.
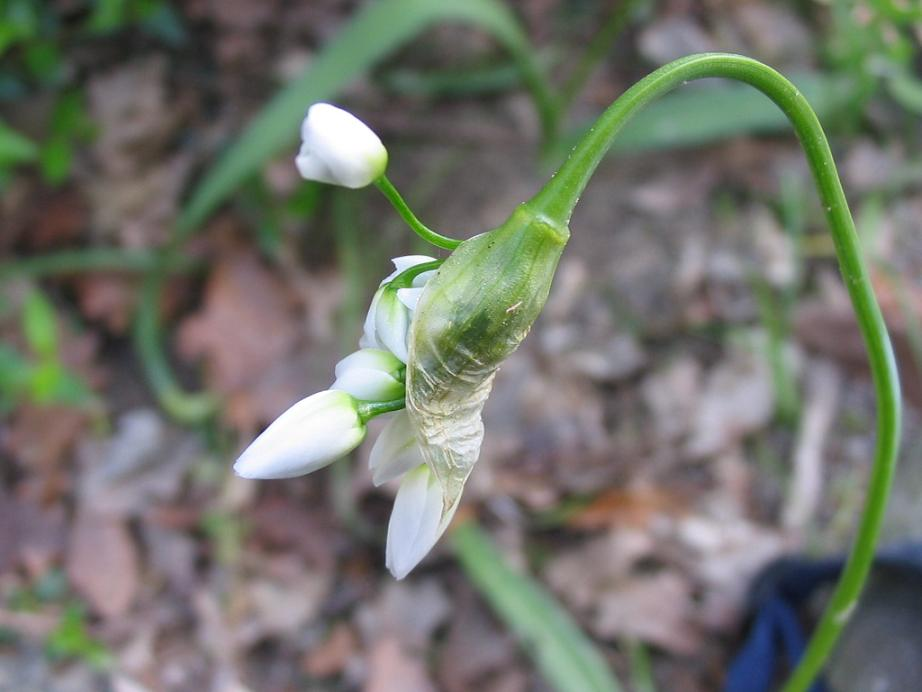
Das einzelne Hochblatt umhüllt die Blüten in der Wachstumsphase des Blütenstandes und schützt sie so.
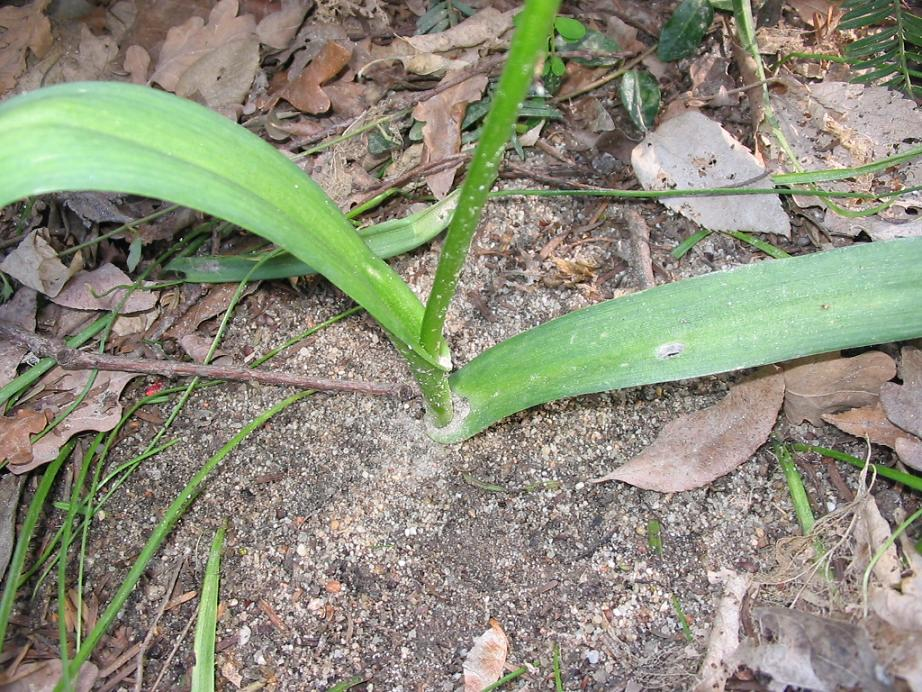
Der Blütenstandschaft wird von den grundständigen Laubblätter scheidig umhüllt.

## Belege